# Хайн, Дэвид
Дэвид Хайн (англ. David Hine) — английский сценарист и художник комиксов. Наиболее известен по своим работам над комиксами Silent War и The Bulletproof Coffin.

## Карьера
Хайн работал в индустрии комиксов с начала 1980-х годов. Для журнала комиксов Crisis он рисовал серию Sticky Fingers (сценарий писала Мира Хэнкок) в 1989 году, а также написал и нарисовал несколько кратких историй в 1990 и 1991. Для журнала 2000 AD он рисовал Tao De Moto в 1991 году (сценарий для которого снова писала Хэнкок), а также нарисовал и написал серию комиксов о футуристичной полицией Mambo, длившейся с 1994 по 1996 год.
Он написал и нарисовал чёрно-белый комикс ужасов Strange Embrace, изначально опубликованный в виде мини-серии издательством Atomeka Press в 1993 году, и позже как коллекционную графическую новеллу — Active Images в США, а также переиздан издательством Image Comics в цветном варианте.
Сейчас Хайн наиболее известен, как сценарист серий комиксов Marvel Comics, таких, как X-Men: The 198 и Civil War: X-Men. Одной из его последних работ стал шести-серийный комикс Silent War, описывающий Нелюдей, с рисунками Фрейзера Ирвинга. Хайн также написал сценарии для нескольких историй What If…?, которые рассматривают альтернативные последствия историй вроде Annihilation и Deadly Genesis.
Дэвид Хайн также был сценаристом серии комиксов Спаун для издательства Image Comics с выпуска № 151 по № 184, а также для серии манги Poison Candy для Tokyopop. Написал выпуск про Двуликого для ограниченной серии The Joker’s Asylum для DC Comics. Ещё он написал четыре выпуска The Brave and the Bold с художником Дагом Брейсвайтом, до того, как Джозеф М. Стражински начал свою собственную серию, а также написал one-shot-комикс про Детстроука, часть сборника Faces of Evil , который описывает последствия Final Crisis. Относительно недавно он написал one-shot про психиатрическую больницу Arkham Asylum, часть события Batman: Battle for the Cowl. Этот комикс привёл к мини-серии под название Arkham Reborn.
Хайн написал две серии комиксов для инди-издательства Radical Comics, FVZA: The Federal Vampire and Zombie Agency, с иллюстрациями Роя Аллана Мартинеса, Уэйна Николза, Кинсана Ло и Джерри Чу, и Ryder on the Storm с иллюстрациями таких художников, как Уэйн Николз, Хьюго Петрус, Фейгиап Чонг и Сэнсэн Соу. Также написал The Bulletproof Coffin с художником Шейки Кейн.